# Ліпоксигеназа

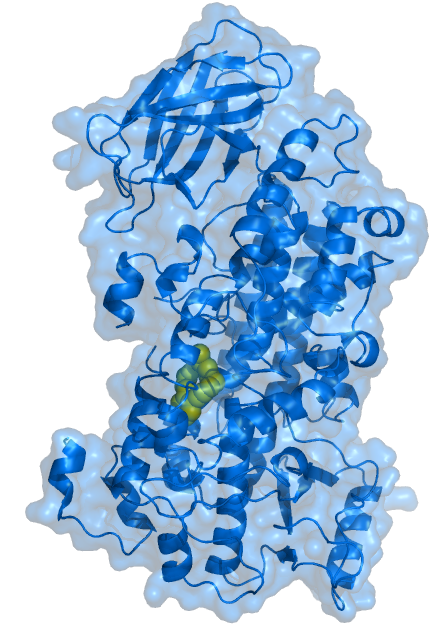
Ліпоксигеназа 1LOX

Ліпоксигенази — це родина залізовмісних ферментів, які каталізують диоксигенацію (приєднання двох атомів кисню) поліненасичених жирних кислот у ліпідах, що містять цис,цис-1,4-пентадієнові структури. Широко зустрічаються в рослинах, грибах і тваринних організмах. Різні форми ліпоксигеназ залучені у метаболізмі арахідонової кислоти у ссавців і в метаболізмі лінолевої кислоти рослин.
Ліпоксигенази пов'язують між собою на основі подібності генетичної структури та каталітичної активності.

## Біохімія ферменту
Завдяки детальному аналізу 15-ліпоксигенази 1 і стабілізованої 5-ліпоксигенази, було встановлено, що ліпоксигенази складаються з N-кінцевого бета-циліндричного домену масою 15 кілодальтон, невеликого лінкерного домену (близько 0,6 кілодальтон), а також відносно великого С-кінцевого каталітичного залізовмісного домену.  Більшість ліпоксигеназ каталізують таку реакцію:
Поліненасичена жирна кислота + O 2 → гідропероксид жирної кислоти
Найчастіше ліпоксигеназні реакції протікають за вільнорадикальним механізмом. Каталіз ініціюється відривом водню в положенні C-3 цис,цис-1,4-пентадієну, що призводить до утворення радикала. Водень, своєю чергою, розпадається на a протон і електрон, що відновлює залізо до Fe2+. Неспарений електрон радикала взаємодіє з одним з електронів сусіднього подвійного зв'язку, утворюючи 1-цис,3-транс-спряжений дієн, реагуючи з молекулярним киснем з утворенням пероксирадикала. Згодом залізо окислюється шляхом перенесення електронів на пероксирадикал, утворюючи перокси-аніон, який згодом протонується з утворенням гідропероксиду та активної форми ферменту з Fe3+. Відбувається відрив водню та приєднання кисню на протилежних сторонах субстрату.
Ліпоксигенази залежать від кількості та доступності своїх субстратів –  поліненасичених жирних кислот, фізіологічна кількість яких, особливо в клітинах ссавців, відносно низька. Загалом, різні фосфоліпази A2 і діацилгліцеролліпази, що активуються у процесах сигналінгу, підвищують вміст жирних кислот в цитозолі, і, таким чином, регулюють активність ферментів.

## Біологічна функція
Ці ферменти найчастіше зустрічаються у рослинних організмах, де вони беруть участь у ряді важливих фізіологічних процесів, включаючи ріст, розвиток, стійкість до інфекційних агентів, гальмування старіння та реакцію на механічні пошкодження. У ссавців низка ізоформ ліпоксигеназ бере участь у метаболізмі ейкозаноїдів (таких як простагландини, лейкотрієни та некласичні ейкозаноїди).

## Структура
Білок складається з невеликого N-кінцевого домену і C-кінцевого каталітичного домену, який містить активний центр. Активний каталітичний центр містить атом заліза, що зв'язаний чотирма лігандами, три з яких є залишками гістидину.
Як у ферментах рослин, так і у ферментах ссавців N-кінцевий домен містить восьмиланцюговий антипаралельний β-циліндр. Рослинні ліпоксигенази можуть бути ферментативно розщеплені на два фрагменти, які залишаються тісно зв'язаними, поки фермент залишається активним; втрата зв’язку двох доменів призводить до втрати каталітичної активності. С-кінцевий (каталітичний) домен складається з 18-22 спіралей і одного або двох антипаралельних β-листів на протилежному від N-кінцевого β-циліндра фрагменті.

## Класифікація
| ліпоксигеназа               | (лінолеат: кисень 13-оксидоредуктаза)   | лінолеат + O 2 = (9Z ,11E ,13S )-13-гідропероксиоктадека-9,11-дієноат                 |
| арахідонат 12-ліпоксигеназа | (арахідонат: кисень 12-оксидоредуктаза) | арахідонат + O 2 = (5Z ,8Z ,10E ,12S ,14Z )-12-гідропероксиікоза-5,8,10,14-тетраеноат |
| арахідонат 15-ліпоксигеназа | (арахідонат: кисень 15-оксидоредуктаза) | арахідонат + O 2 = (5Z ,8Z ,11Z ,13E ,15S )-15-гідропероксиікоза-5,8,11,13-тетраеноат |
| арахідонат 5-ліпоксигеназа  | (арахідонат: киснева 5-оксидоредуктаза) | арахідонат + O 2 = лейкотрієн A 4 + H 2                                               |
| арахідонат 8-ліпоксигеназа  | (арахідонат:оксиген-8-оксидоредуктаза)  | арахідонат + O 2 = (5Z ,8R ,9E ,11Z ,14Z )-8-гідропероксиікоза-5,9,11,14-тетраеноат   |

## Патології
5-ліпоксигеназа та лейкотрієни можуть бути причетні до виникнення багатьох гострих і хронічних запальних захворювань людини, таких як астма, ревматоїдний артрит, запальні захворювання кишки, псоріаз, дерматит, нефрит, атеросклероз і рак.